# Petzenschloss

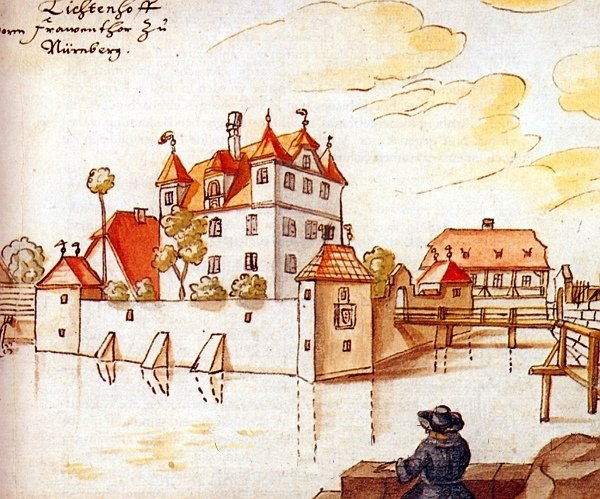
Das Petzenschloss in Lichtenhof, 1688

Das Petzenschloss ist ein Herrensitz in Lichtenhof in der Nürnberger Südstadt – es wurde im 14. Jahrhundert als Weiherhaus erbaut und später als Stadtschloss wiedererrichtet. Das Anwesen gehörte nacheinander den Nürnberger Patrizierfamilien Pfinzing, Waldstromer und den Petz. Es steht in der Wirthstraße 76.

## Geschichte

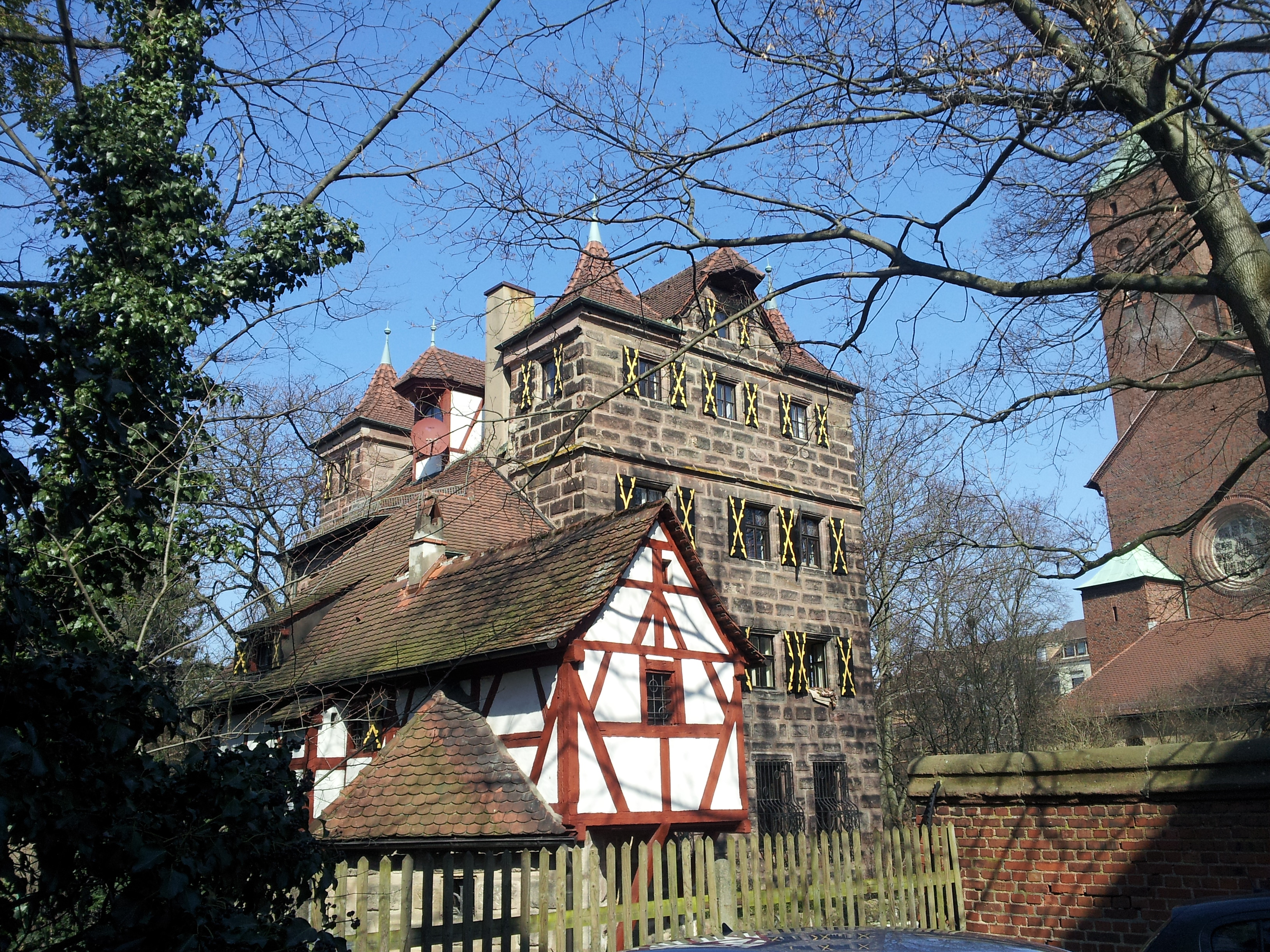
Petzenschloss, 2015

Im 14. Jahrhundert hat Swinko Has (auch „Schwinke von Hasenburg“ genannt) hier ein Weiherhaus erbaut und ab 1358 als Reichslehen erhalten. Es sollte die Handelsstraße nach Süden sichern. 1377 erwarb es die Patrizierfamilie Pfinzing. 1471 wurde dieses Gebäude durch die Stadt Nürnberg zerstört. 1428 erhielten die Waldstromer von Reichelsdorf das Gebäude als Reichslehen.
1519/20 wurde ein neues Weiherhaus errichtet, das 1552 im Zweiten Markgrafenkrieg niedergebrannt wurde.
Das Anwesen wurde 1578 von dem Kaufmann Valentin Schönborn erworben und als Schloss neu errichtet. 1582 erwarb es Pius Petz mit der Heirat seiner Frau Marie Schönborn, seither heißt es Petzenschloss.
Im Dreißigjährigen Krieg wurde 1632 auf dem Gelände neben dem Schloss durch Gustaf Adolf ein befestigtes Lager errichtet; das Schloss diente ihm als Hauptquartier. Im gleichen Jahr wurde das Schloss durch kaiserliche Truppen beschädigt. 1722 wurden Stallungen erweitert. 1910/11 wurde es nach Plänen des Architekten Rudolph Behringer umgebaut. 1944, im Zweiten Weltkrieg, wurden die Wirtschaftsgebäude durch Luftangriffe zerstört.

## Beschreibung
Das dreistöckige Haus mit quadratischem Grundriss wird von einem mit einer Mauer geschützten Garten mit weiteren Wirtschaftsbauten umgeben. Wie das im Zweiten Weltkrieg ebenfalls zerstörte Hallerschloss in Ziegelstein wird der Herrensitz durch vier Eckdachaufbauten unter Pyramidendächern geprägt. Die Nebenbauten wurden in Fachwerk errichtet, das Hausportal stammt von 1910.